# NGC 2218
NGC 2218 bezeichnet im NGC-Katalog vier bis fünf scheinbar dicht beieinander liegende Sterne im Sternbild Gemini. Der Katalogeintrag geht auf eine Beobachtung des Astronomen Edward Joshua Cooper am 13. Januar 1853 zurück.